# Jatigono
Jatigono is een bestuurslaag in het regentschap Lumajang van de provincie Oost-Java, Indonesië. Jatigono telt 5939 inwoners (volkstelling 2010).